# Dawn Richard (atriz)
Dawn Richard, née Margaret Dawn Richard (Los Angeles, 5 de março de 1936) é uma atriz e pin-up americana. Foi Playmate da revista Playboy em maio de 1957, e apareceu em vários filmes e programas de televisão de 1956 a 1958.

## Carreira
No cinema apareceu em filmes da década de 1950, com um pequeno papel no épico Os Dez Mandamentos (1956) como umas das filhas do faraó e uma dama da corte na piscina. Ela é conhecida pelos filmes I Was a Teenage Werewolf (1957) e Legion of the Doomed (1958), um filme de aventura da Legião Estrangeira Francesa onde ela interpreta a donzela em apuros. Ela também apareceu na série Richard Diamond, Private Detective (1956).
Dawn foi a Playmate da revista Playboy na edição de maio de 1957. Sua página central foi fotografada por Ed DeLong e David Sutton.

## Família
É casada com Spyro Joannides, com quem teve um filho. Foi casada com David L. Wolper, com quem teve três filhos.